# میشل دسلر
میشل دسلر (به انگلیسی: Michelle Dessler) شخصیتی است در سریال ۲۴ که نقش آن را ریکو آیلسورت بازی می‌کند. او برای جک قابل اعتمادترین زن بود. او اولین بار در فصل دوم این سریال به ایفای نقش پرداخت. او در این فصل مدیر پروتکل اینترنت در سی‌تی‌یو است. همچنین او و تونی آلمیدا عاشق یکدیگر هستند. در ادامه دیده می‌شود که او حتی مدیر سی‌تی‌یو می‌شود و به درجات بالاتری نیز می‌رسد.

## شخصیت
میشل دسلر در رشتهٔ کامپیوتر از دانشگاه کالیفرنیا، دیویس مدرک کارشناسی گرفته‌است. کارش را در مؤسسه ملی فناوری و استانداردها آغاز کرد. قبل از استخدام شدن توسط سی‌تی‌یو در لس‌آنجلس
گروه تحقیقاتی دارپا فعالیت کرده‌است.